# Kostrivnica, Šentjur
Kostrivnica je naselje v Občini Šentjur. Leta 2015 je imelo 192 prebivalcev.